# Grunwald (powieść)
Grunwald (powieść historyczna dla młodzieży) – to rozbudowana powieść historyczna Walerego Przyborowskiego osadzona w realiach 1410 roku, której osią są przygotowania do Bitwy pod Grunwaldem.
Akcja rozwija się wielowątkowo. Z jednej strony pokazuje życie w puszczańskich osadach w okolicach Kozienic i Jedlni, gdzie leśnicy królewscy i chłopi otrzymują od starosty Dobrogosta Czarnego rozkaz czuwania nad bezpieczeństwem w związku z planowaną wielką wyprawą wojenną. Młody Sławek Warchoł, syn starszego leśnika Piotra, zostaje wyznaczony na przystawa króla Władysława Jagiełły po tym jak mu pomógł w Puszczy Kozienickiej. Wraz z trzema zaufanymi druhami patroluje puszczę, by wyłapywać krzyżackich szpiegów (w powieści nazywanych „ostrzegaczami”), którzy próbują zdobyć informacje o przeprawie przez Wisłę i budowie mostu koło Wyszogrodu.
Równolegle autor wprowadza postacie rycerzy, możnowładców i posłów, wśród których nie brakuje ludzi o niejasnych zamiarach. Spotkanie Sławka z baronem Żelisławem z Brzózy – osobliwym wojakiem, dziwacznym w mowie i obyczajach – staje się jednym z punktów zapalnych fabuły, budząc podejrzenia o zdradę.
W dalszych partiach książki fabuła przenosi się z puszczy na dwory i obozy wojenne. Przyborowski pokazuje przygotowania logistyczne, mobilizację rycerstwa i gromadzenie zapasów. W tle przewijają się wątki osobiste – przyjaźnie i animozje między bohaterami, wątki romansowe, rodzinne konflikty – które dodają fabule życia i emocjonalnego napięcia.
Kulminacją jest bitwa pod Grunwaldem - autor ukazuje zarówno sceny z pola walki, jak i indywidualne potyczki bohaterów, a także wpływ zwycięstwa na dalsze losy królestwa. 
Książka miała kilka wydań w dwudziestoleciu międzywojennym, a następnie dopiero wznowiono ją w 1986. Ostatnie wydanie pochodzi z 2024. Wydania przedwojenne ilustrowali Bogdan Nowakowski i Stanisław Bagieński. 